# Altospam
Altospam est un logiciel antivirus et anti-spam en mode SaaS conçu et développé par la société française Oktey. Le siège social est situé à Bordeaux.
Ce service de protection de la messagerie électronique dans le Cloud permet de filtrer en temps réel les emails indésirables de type : spam, logiciel malveillant, hameçonnage, ransomware, virus et logiciel malveillant connus et inconnus.

## Historique
La première version du logiciel Altospam a été créée et diffusée en 2002 par la société toulousaine Oktey. Depuis, la solution s'est étoffée de fonctionnalités pour proposer aujourd'hui un service complet de sécurisation du courrier électronique. Le rapport de TechMarketReports, présentant le marché mondial des logiciels anti-spam, identifie Altospam comme un des principaux logiciels anti-spam.